# Marek Boruc
Marek Boruc (ur. 20 lutego 1951 w Siedlcach, zm. 1 grudnia 2007) – polski ksiądz rzymskokatolicki.

## Życiorys
Święcenia kapłańskie przyjął 7 czerwca 1975 z rąk biskupa Jana Mazura. 22 stycznia 2004 został mianowany proboszczem parafii Kotuń. Był pierwszym moderatorem krajowym Krucjaty Wyzwolenia Człowieka, członkiem zarządu Unii Kapłanów Chrystusa Sługi, moderatorem Centralnej Diakonii Deuterokatechumenatu, delegatem Kolegium Moderatorów do Centralnej Diakonii Jedności Ruchu, wieloletnim Moderatorem Diecezjalnym Ruchu Światło-Życie (od 27 stycznia 1983 do 25 sierpnia 2003). 
Prowadził przez wiele lat rekolekcje oazowe, głównie w Ośrodku w Leśnej Podlaskiej. Prowadził Oazę Rekolekcyjną Diakonii Jedności, odbywającą się co roku w Centrum Ruchu Światło-Życie w Krościenku nad Dunajcem.